# Armand Bazin de Bezons
Pour les articles homonymes, voir Armand Bazin de Bezons (évêque de Carcassonne), Bazin et Bezons (homonymie).
Jean-Baptiste-Armand Bazin de Bezons, né le 12 décembre 1654 à Montpellier et mort le 8 octobre 1721 à Gaillon (Eure), est un ecclésiaste, qui fut archevêque de Bordeaux puis de Rouen.

## Biographie
Fils de l'académicien Claude Bazin de Bezons et de Marie Targer, frère du maréchal de France Jacques Bazin de Bezons, Armand est agent général du clergé de France en 1680-1685. Il devient évêque d'Aire de 1685 à mars 1698, puis archevêque de Bordeaux de mars 1698 au 23 avril 1719, puis archevêque de Rouen du 23 avril 1719 jusqu'à sa mort. 
Il est député de la province ecclésiastique de Bordeaux aux assemblées du clergé de 1705, 1707, 1710, 1711 et 1715. Il est nommé membre du Conseil de Conscience (établi en septembre 1715, après la mort de Louis XIV), et admis dans le conseil de régence, chargé de la direction des économats. C'est lui qui permet au célèbre et controversé Guillaume Dubois d'être ordonné dans son diocèse. 
Il est mort à Gaillon du fait de sa probable présence dans la résidence d'été des archevêques de Rouen.

## Succession apostolique
Armand Bazin de Bezons a ordonné les évêques suivants :
- Évêque Jean-Louis du Bouchet de Sourches (1716)
- Évêque Léon de Beaumont (1718)
- Évêque François-César Le Blanc, C.R.S.A. (1720)
- Évêque Pierre-Guillaume de La Vieuxville-Pourpris (1721)